# Sandrödmyra
Sandrödmyra (Myrmica rugulosa) är en myrart som beskrevs av Nylander 1849. Sandrödmyra ingår i släktet rödmyror, och familjen myror. Arten är reproducerande i Sverige.

## Underarter
Arten delas in i följande underarter:
- M. r. rugulosa
- M. r. sulcinodorugulosa

## Bildgalleri

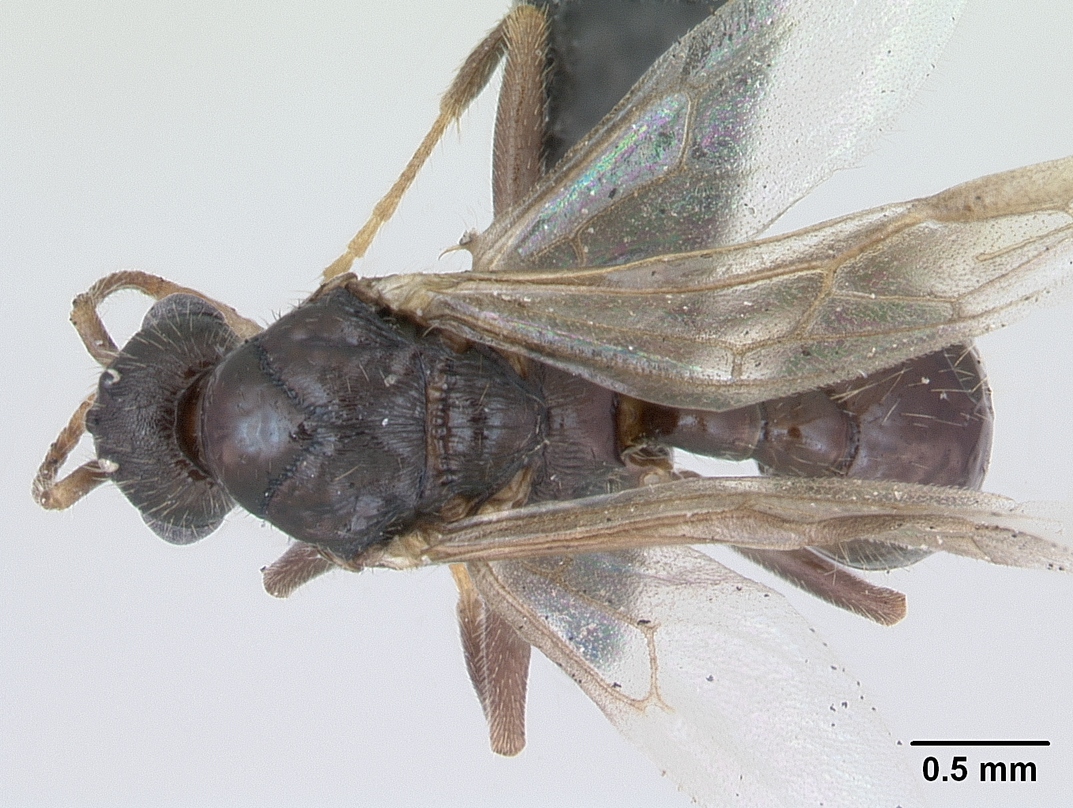
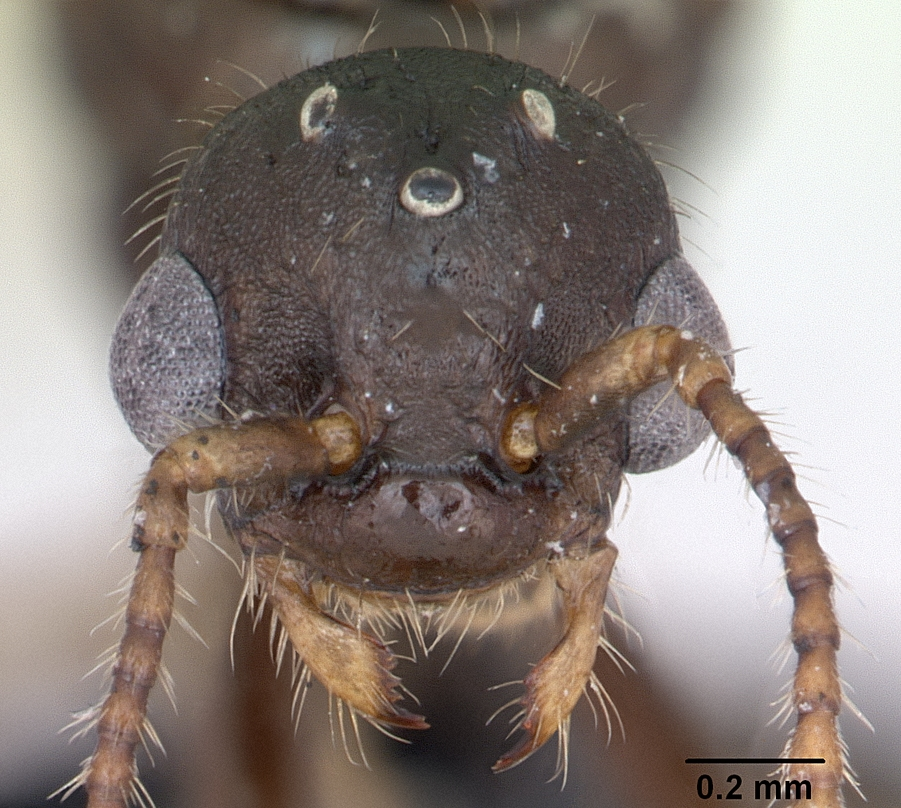
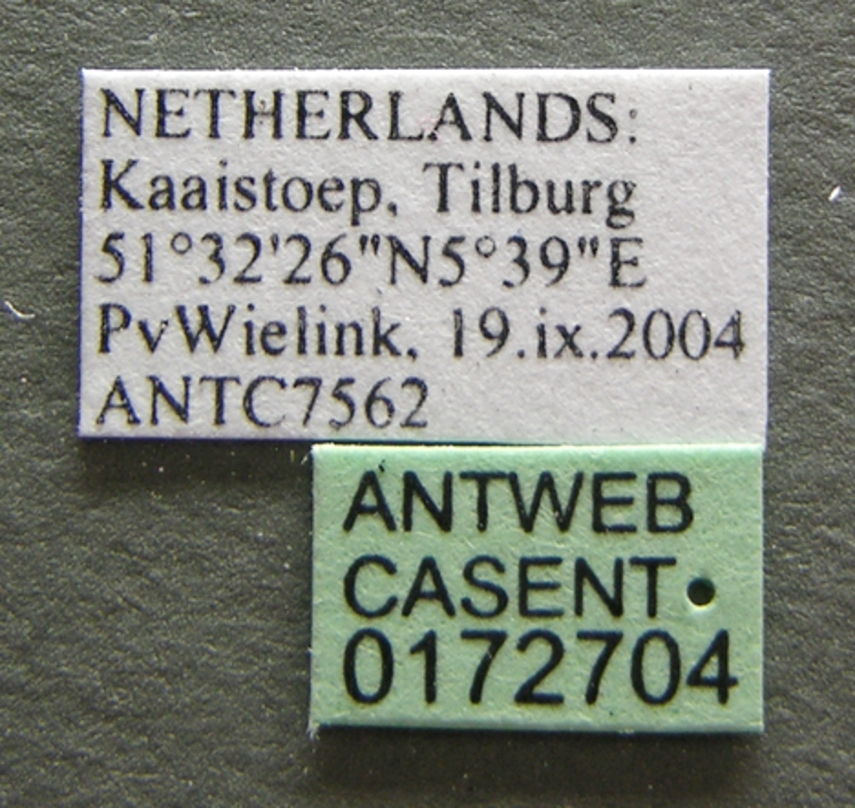
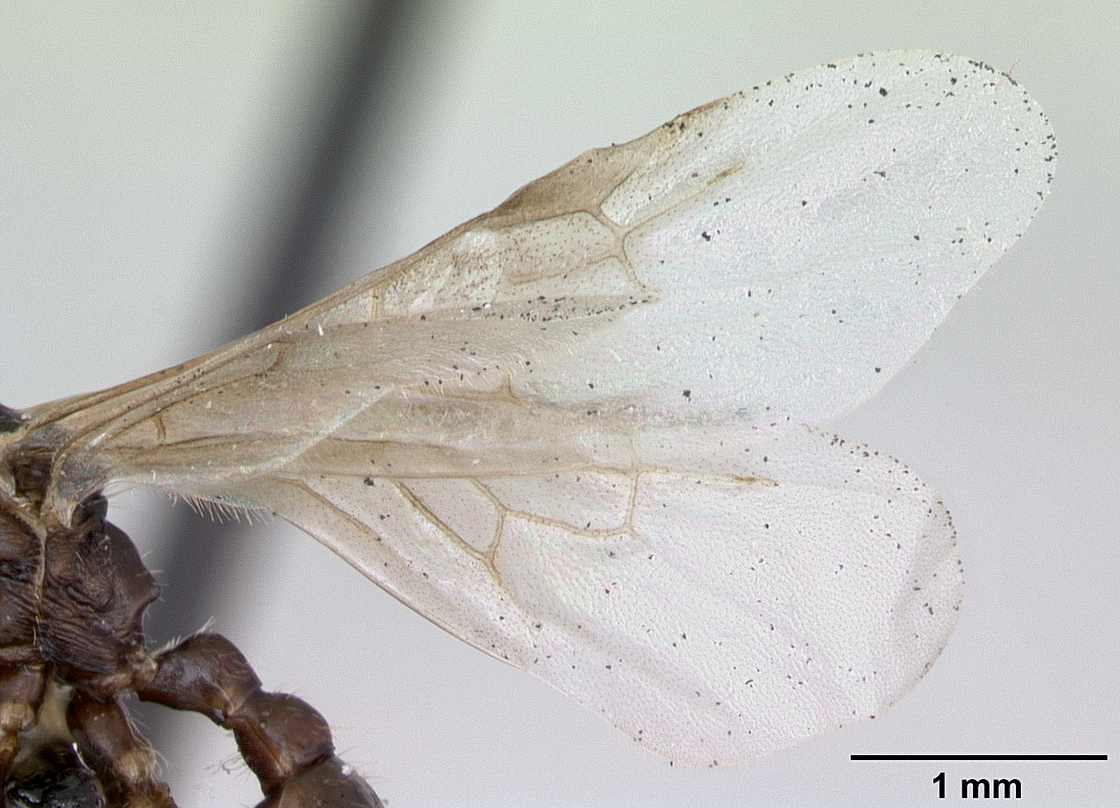
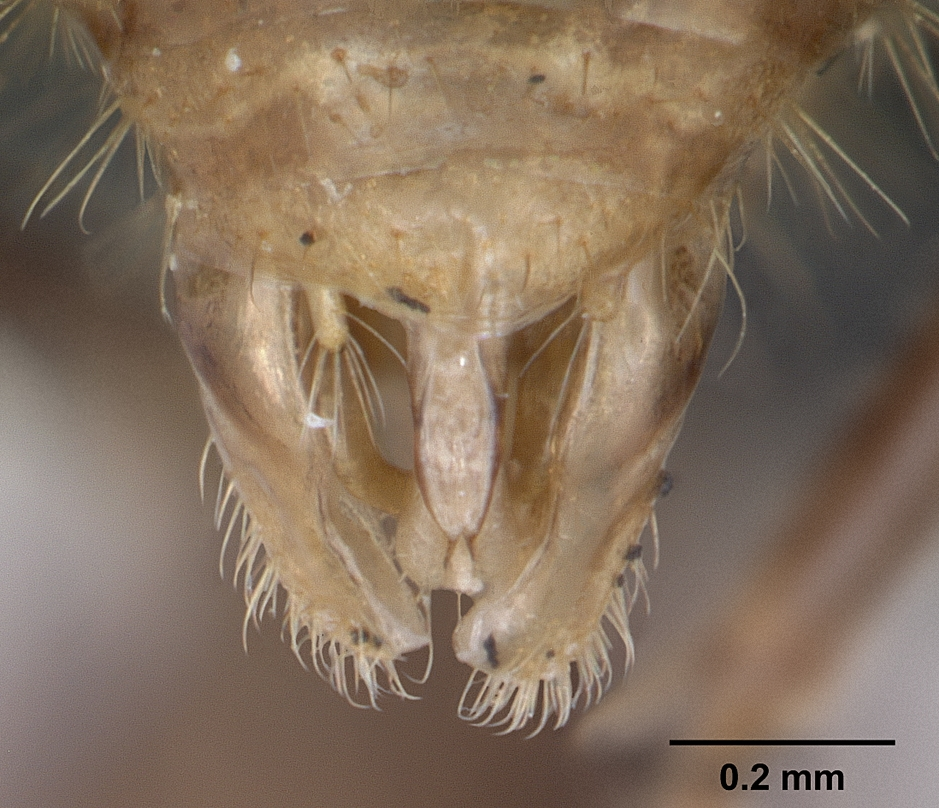